# Rie Matsumoto (réalisatrice)
Pour les articles homonymes, voir Matsumoto.
Rie Matsumoto (松本 理恵, Matsumoto Rie, parfois 松本 正二) est une réalisatrice d'anime japonaise née en 1985.
Elle est principalement connue pour son travail sur les séries animées de la franchise Pretty Cure et pour avoir réalisé les différentes itérations de Kyōsōgiga et la première saison de la série Blood Blockade Battlefront.

## Biographie

### Début de carrière chez Toei Animation
Matsumoto est née en 1985. Elle décide de travailler dans l'animation au lycée, après avoir été marquée par le film Digimon Adventure: Bokura no War Game! (version originale japonaise de Digimon, le film) réalisé par Mamoru Hosoda. Elle suspend alors ses examens d'entrée dans une université de médecine, et rejoint l'institut de formation interne au studio Toei Animation. Elle finit par être embauchée au studio en 2005, soit à la même époque où Mamoru Hosoda lui-même y travaillait,.
Elle démarre en travaillant sur le story-board et comme assistante réalisatrice sur plusieurs séries Pretty Cure chez Toei Animation à partir de 2006. En 2010, à seulement 25 ans, elle réalise le film dérivé de la série HeartCatch PreCure!, Mission défilé à Paris, sa première réalisation et le premier film de la franchise réalisée par une femme,.

### Succès précoce
Matsumoto a gagné en popularité en étant une des plus jeunes réalisatrices du milieu de l'animation japonaise, qui plus est au sein d'un milieu majoritairement masculin. Elle utilise d'ailleurs un pseudonyme masculin, Shôji Matsumoto (松本 正二), pour travailler anonymement sur des productions hors du studio Toei, comme des épisodes de Sawako et Sword Art Online.
En 2011 et 2012, elle réalise les ONA Kyōsōgiga, sa première création originale, qu'elle co-conçoit chez Toei Animation en collaboration avec Banpresto,. Ces épisodes publiés en ligne reçoivent un très bon accueil critique et sont vus plus d'un million de fois sur Internet en quelques mois, avant d'être dérivés en une série télévisée qu'elle réalise également, toujours chez Toei, en 2013.
Après Kyōsōgiga, elle quitte Toei Animation. En 2015, elle réalise pour le studio Bones la première saison de la série Blood Blockade Battlefront, adaptée du manga éponyme de Yasuhiro Nightow, et dont la réalisation lui vaut à nouveau des éloges,. Son adaptation prend notamment le parti d'ajouter des arcs narratifs qui n'existaient pas dans le manga de Nightow, avec son aval, qu'il finira par reprendre lui-même dans la suite de son histoire. Elle ne réalise toutefois pas la seconde saison deux ans plus tard, toujours produite chez Bones, mais réalisée par Shigehito Takayanagi.

### Mise en retrait et réalisation de clips
Matsumoto n'a plus travaillé sur un film ou une série animée depuis 2017, où elle réalise le générique de fin de la seconde saison de Blood Blockade Battlefront, même si certains évoquent une participation sous pseudonyme au story-board d'un épisode de My Hero Academia en 2018, le nom crédité étant très proche du sien (松本 理 au lieu de 松本 理恵). Depuis 2018, Matsumoto n'a publiquement travaillé que sur deux clips musicaux, à savoir Baby I Love You daze, un clip promotionnel pour la marque Lotte, et Gotcha!, un clip officiel pour franchise Pokémon, tous les deux sur des chansons du groupe Bump of Chicken,.
Certains analystes suggèrent par la suite qu'elle travaillerait depuis 2018 sur un projet original, qui impliquerait l'animateur Yuki Hayashi qu'elle a côtoyé chez Toei, et le producteur Genki Kawamura de chez Tōhō qui l'avait amenée sur Blood Blockade Battlefront,. Ce projet se révélera être une série animée nommée Fate Rewinder (en) (adaptée du manga éponyme de Fūta Kimura) annoncé en juillet 2025 et produite par STORY inc. (ja), l'entreprise de production de Kawamura.

## Style et influences
Matsumoto est considérée comme une réalisatrice très expressive visuellement, parmi les plus créatives malgré son jeune âge. Son style se remarquent par sa mise en scène des plans à grande échelle, très chargés en personnages comme en détails symboliques ou décoratifs, et exploitant régulièrement des séquences en fisheye ou en caméra subjective. Kyōsōgiga en particulier s'est fait remarquer pour son cadrage iconoclaste, exploitant le letterboxing d'image dans la mise en scène, ou en intégrant des scènes en noir et blanc dessinant des pages de manga apparaissant au sein d'une série animée. Ses réalisations pour la franchise Precure sont vues comme des épisodes ou des films plus absurdes voire postmodernes que le reste de la franchise.
Matsumoto est depuis sa jeunesse amatrice de contes de fées et de contes d'horreur folkloriques japonais, notamment ceux des livres de Kunio Yanagita, et aime y puiser de l'inspiration sur le symbolisme que représentent ces monstres,.

## Filmographie
Sauf mention contraire explicite, les informations de cette section sont tirées des cartons de crédits des œuvres mentionnées, ou de bases de données compilant ces mêmes crédits,.

### Séries principales
| Année     | Titre                               | Rôle(s) (génériques)                                                  |
| --------- | ----------------------------------- | --------------------------------------------------------------------- |
| 2006–2007 | Pretty Cure Splash Star             | Assistante réalisatrice                                               |
| 2007–2008 | Yes! PreCure 5                      | Assistante réalisatrice                                               |
| 2008      | Yes! PreCure 5 GoGo!                | Réalisation et story-board d'épisodes et de générique                 |
| 2009      | Fresh Pretty Cure!                  | Réalisation d'épisodes                                                |
| 2011      | Sawako (saison 2)                   | Réalisation et story-board d'épisode et de générique                  |
| 2012      | Saint Seiya Omega                   | Réalisation d'épisodes                                                |
| 2013      | Kyōsōgiga                           | Réalisatrice, co-scénariste, réalisation et story-board d'épisodes    |
| 2015      | Blood Blockade Battlefront          | Réalisatrice, directrice audio, réalisation et story-board d'épisodes |
| 2017      | Blood Blockade Battlefront & Beyond | Réalisation et story-board de générique                               |

### Films
| Année | Titre                                                                       | Rôle(s) (génériques)    |
| ----- | --------------------------------------------------------------------------- | ----------------------- |
| 2007  | Yes! PreCure 5 The Movie: Great Miraculous Adventure in the Mirror Kingdom! | Assistante réalisatrice |
| 2010  | Pretty Cure All Stars DX2: Light of Hope☆Protect the Rainbow Jewel!         | Assistante réalisatrice |
| 2010  | HeartCatch Pretty Cure! Le film : Mission défilé à Paris                    | Réalisatrice            |

### Autres
| Année     | Titre                                                       | Type      | Rôle(s) (génériques)                                       |
| --------- | ----------------------------------------------------------- | --------- | ---------------------------------------------------------- |
| 2007      | Toriko: Gourmet Survival (PSP)                              | Jeu vidéo | Réalisation et story-board du générique                    |
| 2011–2012 | Kyōsōgiga                                                   | ONA       | Réalisatrice, réalisation et story-board d'épisodes        |
| 2015      | Blood Blockade Battlefront: King of the Restaurant of Kings | OVA       | Réalisatrice, réalisation et story-board                   |
| 2018      | Lotte - Baby I Love You daze (Bump of Chicken - Shinsekai)  | Clip      | Réalisatrice, directrice audio, réalisation et story-board |
| 2020      | Pokémon - Gotcha! (Bump of Chicken - Acacia)                | Clip      | Réalisatrice, réalisation et story-board                   |